# 内田崇吉
内田 崇吉（うちだ そうきち）は、日本の俳優・声優。ディズニーなどの吹き替えを主に行う。

## 出演
- 竹取物語
- その男、凶暴につき - 野球の少年1
- 機動刑事ジバン - ミコの兄・健太
- 春日局 - 堀田正盛
- 独眼竜政宗 - 登勢（とせ）の息子
- 心のメッセージ - 弟
- カッ飛び!ヤンヤン姫
- 世にも奇妙な物語 冬の特別編 (1991年1月) 「さよなら6年2組」
- 転校生!オレがあいつでアイツがおれで
- 特捜最前線

## 吹き替え
- リトル・マーメイド（TVシリーズ） - アーチン
- ピノキオ：ランプウィック
- ライフwithマイキー
- アイアン・ウィル/白銀に燃えて

## ディスコグラフィー
シングル
- はれときどきぶた（1987年5月、『ひらけ!ポンキッキ』挿入歌。キャニオン 6G0089。裏面は杉山佳寿子の「どうぶつえんにいったらば」）

## ラジオドラマ
- アドルフに告ぐ：アドルフ・カミール（少年時代）